# Várbalog
Várbalog è un comune di 464 abitanti situato nella contea di Győr-Moson-Sopron, nell'Ungheria nordoccidentale.